# 4. prelűd (Chopin)
A Frédéric Chopin által komponált opusz 28 numero 4-es számú prelűd egyike Chopin 24 prelűdjének. A mű a jobb kézben egy lassú melódiából, míg a bal kézben ismétlődő tömb hangokból áll, melyek kromatikusan leereszkednek.  Chopin kérésére ezt a darabot játszották le a saját temetésén Mozart Requiemével együtt. A mű E-moll hangnemben íródott.

## Cím
Chopin utolsó dinamikai jelölése a műben smorzando ami annyit tesz "elhalóan, csökkenő hangerővel". Azonban valószínűsíthető, hogy a prelűdnek volt címe. George Sand lánya, Solange szerint, aki a szerzővel tartózkodott Majorkán, a kolostorban, mikor Chopin megírta a prelűdöket, "Anyám címet adott Chopin minden egyes csodálatos prelűdkének; ezek a címek megmaradtak egy példányon, amit ő adott nekünk." Ez a címmel ellátott példány elveszett. Solange ugyan feljegyezte a prelűdök nevét, azonban anélkül, hogy jelezte volna melyik névhez melyik prelűd tartozik. Vélhetően a mű címe "Quelles larmes au fond du cloître humide?""Mily(en) könnyek hullanak a nyirkos kolostor mélyén?" megfelelően a prelűdhöz.

## Fordítás
- Ez a szócikk részben vagy egészben  a   Prelude, Op. 28, No. 4 (Chopin) című angol Wikipédia-szócikk fordításán alapul.  Az eredeti cikk szerkesztőit annak laptörténete sorolja fel. Ez a jelzés csupán a megfogalmazás eredetét és a szerzői jogokat jelzi, nem szolgál a cikkben szereplő információk forrásmegjelöléseként.